# Virgin Atlantic GlobalFlyer
Scaled Composites Model 311 Virgin Atlantic GlobalFlyer je bilo reaktivno letalo, ki je letelo nonstop okrog sveta brez ustavljanja in prečrpavanja goriva. Pilot rekordnega leta je bil Steve Fossett - let je trajal 2 dni, 19 ur in 1 minuto. S tem so podrli rekord, ki je ga je dosegel propelerski Voyager. 
Tako kot Voyagerja je tudi GlobalFylerja zasnoval Burt Rutan. 
Letalo ima twin-boom konstrukcijo - v stranskih trupih so rezervoraji sa gorivo. GlobalFyler ima presuriziran kokpit. Večinoma je bil grajen iz kompozitnih materialov. 83% vzletne teže je bilo gorivo. GlobalFlyerja je poganjal samo en turbofan motor Williams FJ44. Imel je veliko razmerje vzgon/upor 37, kar je primerljivo z jadralnimi letali. Pri ustavljanju po pristanku mu pomagajo zaviralna padala.

## Tehnične specifikacije
Splošne značilnosti
- Posadka: 1
- Dolžina: 44 ft 1 in (13,44 m)
- Razpon kril: 114 ft 0 in (34,75 m)
- Višina: 13 ft 3 in (4,04 m)
- Površina kril: 400 sq ft (37 m2)
- Vitkost: 32,6
- Teža praznega letala: 3.700 lb (1.678 kg)
- Bruto teža: 22.100 lb (10.024 kg)
- Pogon letala: 1 × Williams FJ44-2 turbofan, 2.300 lbf (10 kN) potisk motorjev

Zmogljivost
- Maks. hitrost: 296 mph (476 km/h; 257 kn)
- Doseg: 25.766 mi (22.390 nmi; 41.466 km)
- Višina leta (servisna): 51.000 ft (15.545 m)
- Jadralno število: 37